# Hydria
Hydria är ett släkte av fjärilar som beskrevs av Jacob Hübner 1822. Hydria ingår i familjen mätare, Geometridae. Arterna i släktet anses ofta ingå i släktet Rheumaptera istället för att föras till ett eget släkte.

## Bildgalleri

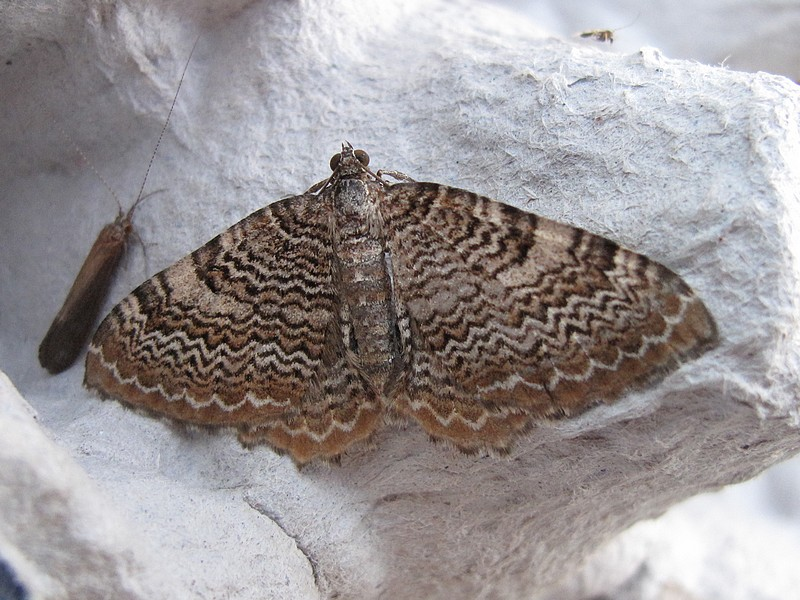
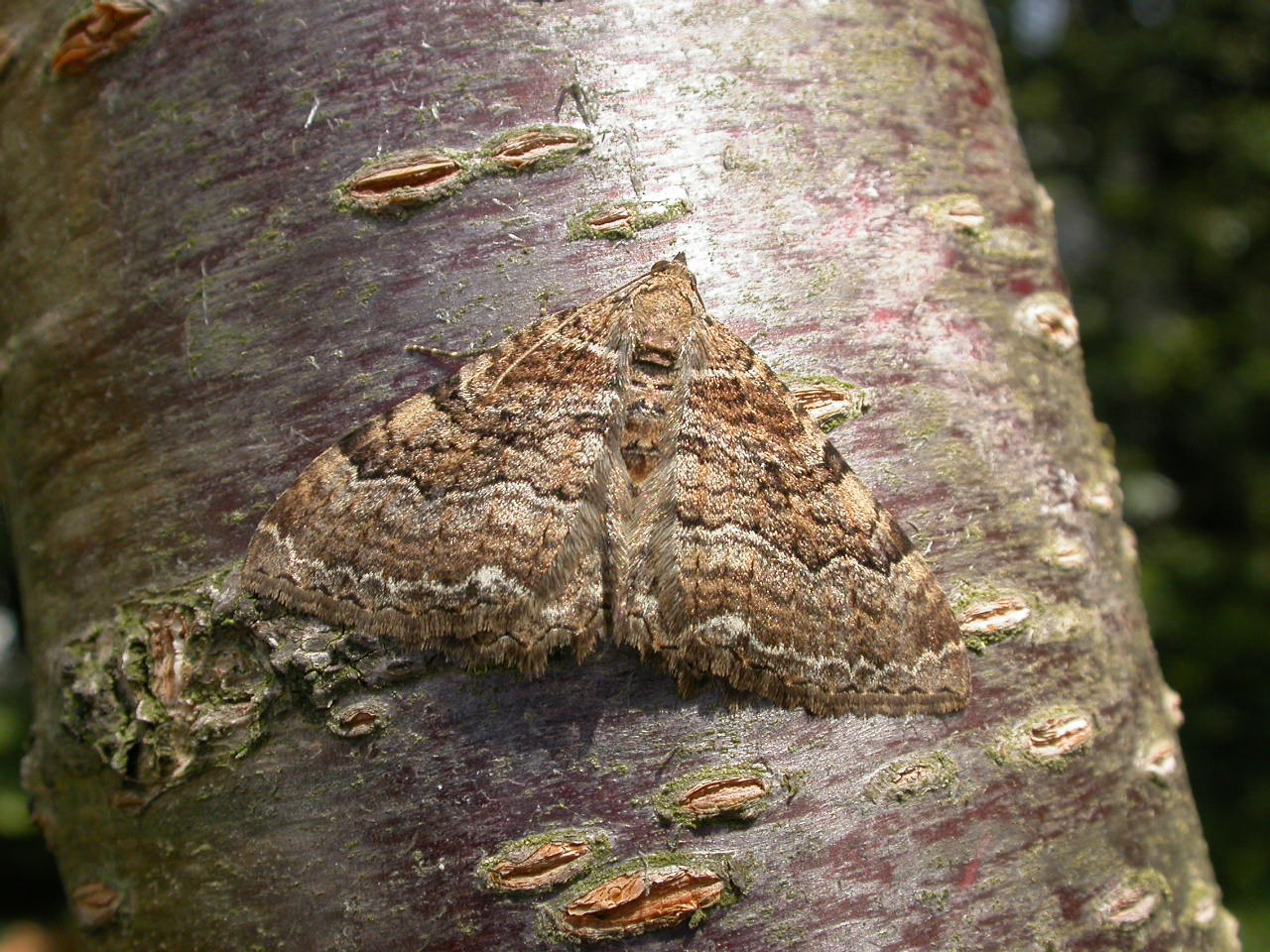

## Dottertaxa tillHydria, i alfabetisk ordning enl. Dyntaxa[1]
| Hydria cervinalis |  | Berberistofsmätare |  |  |
| Hydria undulata   |  | Vågig tofsmätare   |  |  |